# Longeault-Pluvault
Longeault-Pluvault è un comune francese di nuova costituzione nel dipartimento Côte-d'Or, regione Borgogna-Franca Contea. In data 1º gennaio 2019 è stato costituito unendo i due comuni di Longeault e Pluvault, che ne sono diventati comuni delegati.